# Кожары
Кожа́ры (чув. Кушар) — деревня в Красноармейском муниципальном округе Чувашской Республики.  

## География
Находится в северной части Чувашии, на расстоянии приблизительно 10 км на запад-северо-запад по прямой от районного центра села  Красноармейское на берегах реки Большая Шатьма.

## История
Известна с 1858года, когда в ней (тогда околоток села Большая Шатьма) было 25 дворов и 141 житель. В 1906 году было учтено 44 двора, 219 жителей, в 1926 – 52 двора, 241 житель, в 1939 – 256 жителей, в 1979 – 274 жителя. В 2002 году был  51 двор, в 2010 – 46  домохозяйств. В 1931 образован колхоз «Буксир». До 2021 года входила в состав Большешатьминского сельского поселения до его упразднения.

## Население
Постоянное население составляло 137 человек (чуваши 99%) в 2002 году, 119 в 2010.